# Niedergörsdorf
Niedergörsdorf är en kommun och ort i östra Tyskland, belägen i Landkreis Teltow-Fläming i förbundslandet Brandenburg, omkring 75 km söder om Berlin och 7 km väster om staden Jüterbog. Kommunen har sina nuvarande gränser sedan 1997, då 14 tidigare kommuner i området slöt sig samman till en större kommun.

## Geografi
Niedergörsdorf ligger i mitten av högplatån Fläming. Floden Nuthe har sin källa i kommunen.

### Administrativ indelning
Följande orter utgör administrativa kommundelar (Ortsteile) i Niedergörsdorfs kommun:
- Altes Lager
- Blönsdorf
- Bochow
- Dalichow
- Danna
- Dennewitz
- Eckmannsdorf
- Gölsdorf
- Kaltenborn
- Kurzlipsdorf
- Langenlipsdorf
- Lindow
- Malterhausen
- Mellnsdorf
- Niedergörsdorf
- Oehna
- Rohrbeck
- Schönefeld
- Seehausen
- Wergzahna
- Wölmsdorf
- Zellendorf